# ギガ・チカゼ
ギガ・チカゼ（グルジア語: გიგა ჭიკაძე、英語: Giga Chikadze、1988年8月25日 - ）は、ジョージアの男性空手家、キックボクサー、総合格闘家。トビリシ出身。キングスMMA所属。UFC世界フェザー級ランキング15位。

## 来歴
グルジア・ソビエト社会主義共和国の首都トビリシで生まれ、4歳から5歳の間に空手を始める。
プロキックボクシングでは38勝6敗22KOの戦績を持ち、GLORYなどのメジャー団体への参戦経験を持つ。

### 総合格闘技
2015年、プロ総合格闘技デビュー。6戦5勝の戦績を収め、2018年6月19日のDana White's Contender Series 10でオースティン・スプリンガーと対戦するも、リアネイキドチョークで3R一本負けを喫しUFCとの契約を逃す。その後、Gladiator Challengeで2試合連続の秒殺勝利を収めてUFCとの契約を果たした。

### UFC
2019年9月28日、UFC初参戦となったUFC Fight Night: Hermansson vs. Cannonierでブランドン・デイビスと対戦し、2-1の判定勝ち。
2020年11月7日、UFC Fight Night: Santos vs. Teixeiraでジェイミー・シモンズと対戦し、左ハイキックでダウンを奪いパウンドで1RTKO勝ち。パフォーマンス・オブ・ザ・ナイトを受賞した。
2021年5月1日、UFC on ESPN: Reyes vs. Procházkaでフェザー級ランキング15位のカブ・スワンソンと対戦し、左三日月蹴りでダウンを奪いパウンドで1RTKO勝ち。2試合連続のパフォーマンス・オブ・ザ・ナイトを受賞した。
2021年8月28日、UFC on ESPN: Barboza vs. Chikadzeでフェザー級ランキング9位のエジソン・バルボーザと対戦し、左フックで3RTKO勝ち。3試合連続のパフォーマンス・オブ・ザ・ナイトを受賞し、UFC参戦後7連勝となった。
2022年1月15日、UFC on ESPN: Kattar vs. Chikadzeでフェザー級ランキング5位のカルヴィン・ケイターと対戦し、0-3の5R判定負け。ファイト・オブ・ザ・ナイトを受賞した。
2023年8月26日、約1年7カ月ぶりの復帰戦となったUFC Fight Night: Holloway vs. The Korean Zombieでフェザー級ランキング15位のアレックス・カサレスと対戦し、3-0の判定勝ち。
2024年7月27日、UFC 304でフェザー級ランキング6位のアーノルド・アレンと対戦し、0-3の判定負け。

## 人物・エピソード
- 2013年に母親を癌で亡くしたのを機に、2014年から癌患者を支援する慈善団体「ノックアウト・キャンサー基金」を運営している[9]。UFCはチカゼの慈善活動を賞賛し、2022年6月に「フォレスト・グリフィン・コミュニティ賞」を授与した[10]。

## 戦績
| 総合格闘技 戦績 | 総合格闘技 戦績 | 総合格闘技 戦績 | 総合格闘技 戦績 | 総合格闘技 戦績 | 総合格闘技 戦績 | 総合格闘技 戦績 |
| --------------- | --------------- | --------------- | --------------- | --------------- | --------------- | --------------- |
| 20 試合         | (T)KO           | 一本            | 判定            | その他          | 引き分け        | 無効試合        |
| 15 勝           | 9               | 1               | 5               | 0               | 0               | 0               |
| 5 敗            | 0               | 1               | 4               | 0               | 0               | 0               |

| 勝敗 | 対戦相手                   | 試合結果                               | 大会名                                          | 開催年月日     |
| ×    | デビッド・オナマ           | 5分3R終了 判定0-3                      | UFC on ESPN 66: Machado Garry vs. Prates        | 2025年4月26日  |
| ×    | アーノルド・アレン         | 5分3R終了 判定0-3                      | UFC 304: Edwards vs. Muhammad 2                 | 2024年7月27日  |
| ○    | アレックス・カサレス       | 5分3R終了 判定3-0                      | UFC Fight Night: Holloway vs. The Korean Zombie | 2023年8月26日  |
| ×    | カルヴィン・ケイター       | 5分3R終了 判定0-3                      | UFC on ESPN 32: Kattar vs. Chikadze             | 2022年1月15日  |
| ○    | エジソン・バルボーザ       | 3R 1:44 TKO（左フック）                | UFC on ESPN 30: Barboza vs. Chikadze            | 2021年8月28日  |
| ○    | カブ・スワンソン           | 1R 1:03 TKO（左ミドルキック→パウンド） | UFC on ESPN 23: Reyes vs. Procházka             | 2021年5月1日   |
| ○    | ジェイミー・シモンズ       | 1R 3:51 TKO（左ハイキック→パウンド）   | UFC Fight Night: Santos vs. Teixeira            | 2020年11月7日  |
| ○    | オマール・モラレス         | 5分3R終了 判定3-0                      | UFC Fight Night: Moraes vs. Sandhagen           | 2020年10月11日 |
| ○    | アーウィン・リベラ         | 5分3R終了 判定3-0                      | UFC on ESPN 8: Overeem vs. Harris               | 2020年5月16日  |
| ○    | ジャマル・エマース         | 5分3R終了 判定2-1                      | UFC 248: Adesanya vs. Romero                    | 2020年3月7日   |
| ○    | ブランドン・デイビス       | 5分3R終了 判定2-1                      | UFC Fight Night: Hermansson vs. Cannonier       | 2019年9月28日  |
| ○    | ダミアン・マンサナレス     | 1R 0:45 ギブアップ（パンチ）           | Gladiator Challenge: MMA World Championships    | 2019年3月23日  |
| ○    | CJ・ベインズ               | 1R 0:12 腕ひしぎ十字固め               | Gladiator Challenge: Summer Showdown            | 2018年8月11日  |
| ×    | オースティン・スプリンガー | 3R 4:10 リアネイキドチョーク           | Dana White's Contender Series 10                | 2018年6月19日  |
| ○    | ケビン・セロン             | 1R 2:37 TKO（パンチ）                  | Gladiator Challenge: MMA Fighting Championship  | 2018年4月21日  |
| ○    | ケビン・グラッツ           | 1R 1:17 KO（パンチ）                   | Gladiator Challenge: Season's Beatings          | 2017年12月16日 |
| ○    | ジュリアン・ヘルナンデス   | 1R 0:49 TKO（パンチ）                  | Gladiator Challenge: Summer Feud                | 2017年6月10日  |
| ○    | アンソニー・ロス           | 1R 0:10 KO（右フック）                 | Gladiator Challenge: Absolute Beat Down         | 2017年3月25日  |
| ○    | ジョー・ベア               | 1R 1:50 TKO（棄権）                    | Gladiator Challenge: Season's Beatings          | 2016年12月17日 |
| ×    | ギル・グアルダード         | 5分3R終了 判定0-3                      | WSOF 26: Palmer vs. Almeida                     | 2015年12月18日 |

## 表彰
- UFCパフォーマンス・オブ・ザ・ナイト（2回）
- UFC ファイト・オブ・ザ・ナイト（1回）
- フォレスト・グリフィン・コミュニティ賞（2022年）